# Metropolia Tegucigalpy
Metropolia Tegucigalpy − jedna z dwóch metropolii rzymskokatolicka w Hondurasie.

## Diecezje wchodzące w skład metropolii
- Archidiecezja Tegucigalpy
- Diecezja Choluteca
- Diecezja Comayagua
- Diecezja Danlí
- Diecezja Juticalpa

## Biskupi
- Metropolita: José Vicente Nácher Tatay CM (od 2023) (Tegucigalpa)[1]
- Sufragan: Teodoro Gómez Rivera (od 2023) (Choluteca)
- Sufragan: wakat (od 2023) (Comayagua)
- Sufragan: José Antonio Canales Motiño (od 2017) (Danlí)
- Sufragan: José Bonello OFM (od 2012) (Juticalpa)

## Główne świątynie
- Katedra metropolitalna św. Michała Archanioła w Tegucigalpie
- Katedra Niepokalanego Poczęcia NMP w Choluteca
- Katedra Niepokalanego Poczęcia NMP w Comayagua
- Katedra pw. Niepokalanego Poczęcia NMP w Danlí
- Katedra Niepokalanego Poczęcia NMP w Juticalpa